# 와라이어 위키백과
와라이어 위키백과는 필리핀의 제5언어인 와라이어로 운영되는 위키백과 언어판이다. 2005년 9월 25일에 시작되었다. 기호는 war이다. 수년 동안 와라이어 위키백과는 타갈로그어 위키백과를 포함하고 있었으나, 와라이어 위키백과는 35번째 위키백과로 독립하여 떨어져 나왔다.